# Controversie sullo scautismo
Esistono delle controversie sullo scautismo, le cui principali sono riportate di seguito.

## Il fondatore

### Dubbi sulla paternità dello scautismo

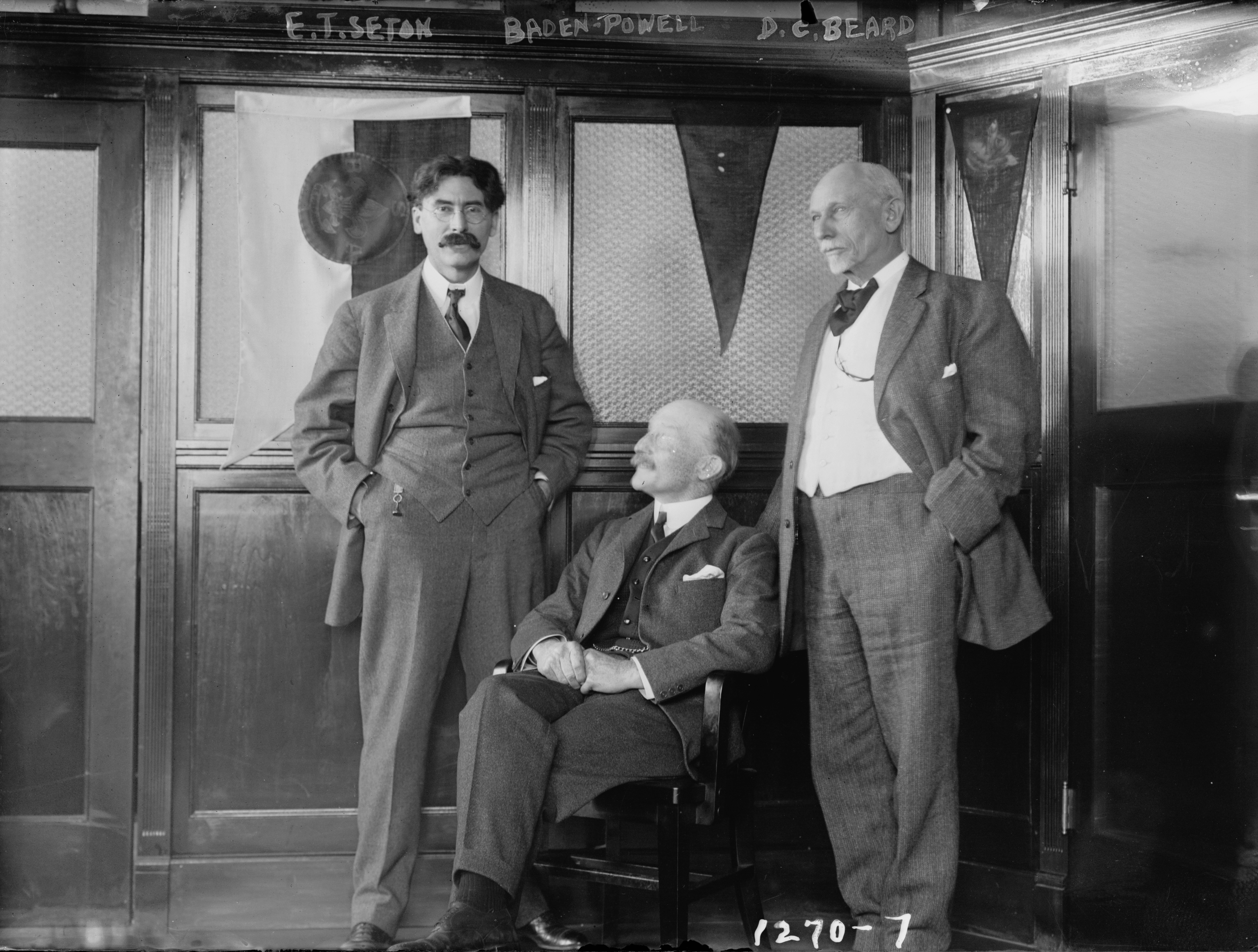
Ernest Thompson Seton (sinistra), con Robert Baden-Powell (centro) e Dan Beard (destra).

Per quanto nessuno metta in dubbio la paternità dello scautismo, alcuni storici sostengono che molti elementi siano stati ripresi dagli scritti di E.T. Seton. Peraltro, questi aderì poi ai Boy Scouts of America, riconoscendo implicitamente la correttezza del comportamento di Robert Baden-Powell.

### Il supposto interesse per i ragazzi
Due biografi contemporanei, Michael Rosenthal della Columbia University e Tim Jeal, hanno sostenuto la tesi che Baden-Powell potesse essere un omosessuale represso. Il lavoro di Tim Jeal, compiuto nell'arco di cinque anni, fu pubblicato dall'Università Yale e ben recensito da pubblicazioni come il New York Times e il Washington Post.
D'altronde, i suoi rapporti con Kenneth "The Boy" McLaren, furono quantomeno sospetti. Molto probabilmente, questi rapporti non furono mai fisici. In età vittoriana, i rapporti tra uomini erano molto stretti e i ragazzi dall'età di 11-12 anni e fino ai 18-19 anni restavano in convitto totalmente lontani da famiglia e ragazze. Lasciata la scuola, la situazione non migliorava: moltissimi uomini, per ragioni puramente economiche, non riuscivano a sposarsi mai. L'unica alternativa era dunque la compagnia degli uomini, ma questa non era vista con sospetto. Il rapporto con "The Boy" McLaren fu senz'altro fuori anche dai comuni canoni, e durò fino al secondo matrimonio di McLaren che B.-P. non accettò mai e che concluse l'amicizia tra i due uomini.
Oltre a molte altre supposte prove di questa ipotesi, Jeal ritenne emblematico un episodio accaduto nel novembre del 1919, quando mentre era in visita alla Charterhouse, la sua vecchia scuola, passò un po' di tempo con un vecchio amico, A.H.Tod, un insegnante e responsabile di camerata che scattò un gran numero di fotografie di nudo dei suoi pupilli, come parte di un archivio fotografico sulla vita nelle scuole pubbliche.
Il diario di Baden-Powell, al riguardo, riporta: "Sono stato un po' con Tod. Tod ha foto di ragazzi nudi ed alberi. Eccellenti.". In una comunicazione successiva con Tod, a proposito dell'avvio di un nuovo reparto all'interno della scuola, Baden-Powell fece riferimento a un suo imminente ritorno e aggiunse: "Forse potrò dare un'altra occhiata a quelle tue meravigliose foto". I nudi di Tod rimasero in archivio fino agli anni 1960, quando furono distrutti per "proteggere la reputazione di Tod". È stato detto da R. Jenkyns, comunque, che l'album conteneva ragazzi nudi in pose "studiate ed artificiali". Anche se oggi una cosa del genere suonerebbe sospetta, rapportata a quei tempi non sarebbe così insolita. Secondo altre visioni, infatti, non si avrebbe motivo di sospettare che le relazioni di Tod con gli studenti non fossero caste e che le sue foto non seguissero la contemporanea tradizione di arte omoerotica, esemplificata dai dipinti di Henry Scott Tuke, delle foto del barone Wilhelm von Gloeden, e altri.
Jeal riportò anche che Baden-Powell 
(Comunicazione personale fra Jeal e vecchi scout)
Nonostante apprezzasse la bellezza dei ragazzi, non sembra che Baden-Powell abbia mai agito in modo da dare fondamento a questi sospetti, ed anzi si espresse sulla necessità di contenere l'impulso sessuale, specialmente quando ci si relaziona con dei ragazzi. Incluse nei primi manuali scout un disegno che sconsigliava fortemente la masturbazione (così esplicito che Cox, il suo editore, si rifiutò di stampare i libri fino a che il disegno non fosse rimosso), e durante i suoi ottant'anni tenne corrispondenza con singoli scout esortandoli a controllare l'esigenza di "abusare di loro stessi".
Nonostante si possa pensare che B.-P. fosse in linea con il pensiero dell'epoca sulla masturbazione (che cioè inducesse a malattie e complicazione), egli ne aveva una visione decisamente contrastante e del tutto originale. Infatti, in un capitolo dedicato in "La strada verso il successo" si evince che tutto ciò che rappresentava una forma di egoismo era per lui assolutamente non educativo e sconsigliabile. Non attribuiva però alla masturbazione nessun danno fisico diretto, ma al contrario era per lui qualcosa di naturale e persino comprensibile, un istinto che però poteva essere controllato. Rifiutava infatti l'idea dell'auto-erotismo e auto-compiacimento, slegato dall'affettività ed invitava quindi apertamente i suoi ragazzi a evitare la masturbazione in quanto pratica falsamente virile. Inoltre (questa pratica) era in contrasto con l'ideale di uomo attivo e tuttofare, sempre interessato nelle cose.

### Condotta militare
Durante la campagna contro i Matabele venne accusato dal Ministero delle Colonie di aver fatto uccidere il capo africano Uwini, da lui fatto prigioniero. Baden-Powell ammise il fatto e rilanciò sostenendo che il malcapitato aveva avuto semplicemente ciò che si meritava. Ritenuto non responsabile da lord Lansdowne, ministro della guerra nel gabinetto Salisbury (protagonista nella guerra anglo-boera), se la cavò con un insabbiamento.

Per lungo tempo sono state mosse accuse a Baden-Powell per la sua condotta durante l'assedio di Mafeking. La fonte principale è un'opera di Pakenham, principale storico delle guerre boere. Lo stesso storico, in seguito a ricerche successive, riconobbe l'infondatezza delle accuse.

## L'allineamento "governativo" e l'episodio di Jack Cornwell
Un aspetto per il quale Baden-Powell venne criticato, anche nel momento della sua "vita numero 2", fu quello di non prendere mai posizioni in contrasto aperto con l'establishment del suo paese, e di non muovere che critiche velate ai governi palesemente illiberali e totalitari, prendendo una posizione più definita solo nel momento in cui vi era fra questi e la Gran Bretagna una contrapposizione netta.
Questa critica può essere contrastata dal fatto che, in qualità di generale a riposo dell'Impero britannico, e per la sua particolare capacità di «guardare lontano», il fondatore si fosse reso ben conto che polemiche aperte avrebbero danneggiato il movimento in forte crescita, e sarebbero comunque andate contro i principi professati dallo scautismo, tra gli altri la fedeltà alla patria.
È ovvio che gli scritti di Baden-Powell, per quanto in alcuni casi troppo "tiepidi" su determinati argomenti (mentre sempre fortissimo è l'appello alla pace fra le nazioni), devono essere letti tenendo sempre presenti il contesto storico e politico nel quale furono scritti.
Inoltre, in Rovering to Success (La Strada verso il successo) Baden-Powell incoraggiava esplicitamente tutti i Rover a farsi le proprie idee politiche autonomamente. Come esempio, Baden-Powell presentò due discorsi opposti, uno a favore dell'esistenza dell'Impero britannico ed uno contrario, senza prendere posizione per nessuno dei due.
Da segnalare è poi il caso di John Travers Cornwell (o Cornwall in altri testi), noto come Jack. È un ragazzo come tanti nell'Inghilterra di inizio secolo: figlio della piccola borghesia inglese, si iscrive negli scout e ottiene buoni risultati. Ha il pallino di voler andare per mare, ma i genitori sono contrari. A soli quindici anni, a grande guerra iniziata, riesce ad arruolarsi nella Royal Navy. Imbarcato sull'incrociatore Chester durante la battaglia dello Jutland, il ragazzino rimarrà l'unico superstite fra i serventi di uno dei cannoni della nave, mantenendo il suo posto nonostante le gravissime ferite, in mezzo ai cadaveri dilaniati dei compagni. Jack morirà poco dopo il rientro in porto. La famiglia non poteva permettersi una tomba in pietra, e la sua sepoltura venne inizialmente segnalata da una semplice croce in legno nel Manor Park Cemetery. Il suo nome sarà utilizzato dalla propaganda britannica in maniera iperbolica. Dopo la concessione della Victoria Cross alla memoria, sarà l'unico marinaio semplice citato nel rapporto dell'ammiraglio David Beatty, e si moltiplicheranno le iniziative che porteranno il suo nome. Baden-Powell non si sottrarrà alla macchina propagandistica, citando l'esempio eroico di Jack sulle ristampe di Scouting for Boys (anche sull'edizione italiana) e dedicando un'onorificenza al nome del ragazzo (oltre a dipingere un acquerello per l'occasione).
Il lato oscuro della vicenda riguarda la famiglia del giovane eroe, che a dispetto di tutto rimase priva di sostentamento economico a causa della morte del padre e del fratello di Jack (uno per le difficoltà interne, l'altro sul fronte francese) lasciando la madre e gli altri fratelli e sorelle completamente abbandonati. Se i primi riusciranno ad emigrare in Canada appena raggiunta la maggiore età, la madre morì invece di stenti a soli 48 anni, abbandonata a se stessa. Questo macabro episodio di propaganda bellica vede il fondatore degli scout tra i protagonisti delle celebrazioni ufficiali, mentre nessuno, né lui né qualcuno dei dirigenti del movimento scout, pare si sia interessato alla sorte dei familiari di Jack Cornwell.

## Le associazioni "non riconosciute"
Sin dal suo nascere, all'interno del movimento scout si assistette ad un proliferare di associazioni, alcune delle quali non rientravano nell'organizzazione facente capo al fondatore. Già nel 1910 in Gran Bretagna ne nacque una, i British Boy Scouts ("BBS"), e nello stesso anno grazie a Francis Vane nacquero i primi scout in Italia, aderenti proprio ai BBS e al di fuori dell'organizzazione di Baden-Powell.
Riguardo alla volontà di Baden-Powell di portare avanti lo scautismo come movimento o come organizzazione le fonti sono contrastanti: egli fu contrario alla proposta dei suoi compatrioti britannici che gli chiedevano di brevettare il metodo scout, in quanto auspicava in una diffusione internazionale del movimento stesso; inoltre su un articolo apparso nel 1921 sull'Headquarters Gazette egli si rivolgeva a un commissario dicendogli «mio caro, non hai mai compreso il nocciolo dello scautismo. Noi siamo un movimento, non un'organizzazione.»; quando però si trovò a dover scegliere fra i membri del comitato di allora, che tendevano verso un'"organizzazione", e Francis Vane che, da Commissario di Londra, spingeva sul lato movimentistico, Baden-Powell scelse chiaramente i burocrati del comitato, e pretese le dimissioni di Vane (con il quale rimase in cattivi rapporti).
Nonostante la sua grande volontà a diffondere lo scautismo negli altri paesi, portata avanti con numerosi viaggi, Baden-Powell voleva anche arginare un'eccessiva proliferazione di associazioni all'interno di uno stesso paese ed evitare l'espansione dei BBS. Durante un viaggio in India, ad esempio, raccontò di aver trovato 
Per questo spinse le sei associazioni a fondersi insieme. Negli Stati Uniti, invece, intervenne nel 1918 nella causa tra Boy Scouts of America (BSA) e United States Boy Scouts sul diritto a usare il nome "scout", portando i BSA a vincere la causa stessa e a diventare l'unica associazione riconosciuta nel paese (e gli United States Boy Scouts si dovettero sciogliere).
Attualmente le maggiori associazioni (ce ne sono centinaia in Europa) aderiscono all'Organizzazione Mondiale del Movimento Scout (WOSM), cioè l'organismo fondato da Baden-Powell, e/o all'Associazione Mondiale Guide ed Esploratrici (WAGGGS); molte altre sono organizzate in altre federazioni o totalmente indipendenti. WOSM e WAGGGS riconoscono una sola associazione per paese (come stabilito ufficialmente dalla Conferenza Mondiale in Danimarca nel 1924); in parecchi paesi è stato necessario creare delle federazioni fra le associazioni esistenti per poter aderire all'Organizzazione Mondiale: è il caso dell'Italia, nella quale la Federazione Italiana dello Scautismo (FIS) è affiliata a WOSM e WAGGGS e comprende al suo interno AGESCI e CNGEI.